# Tadeusz Wojtczak (podharcmistrz)

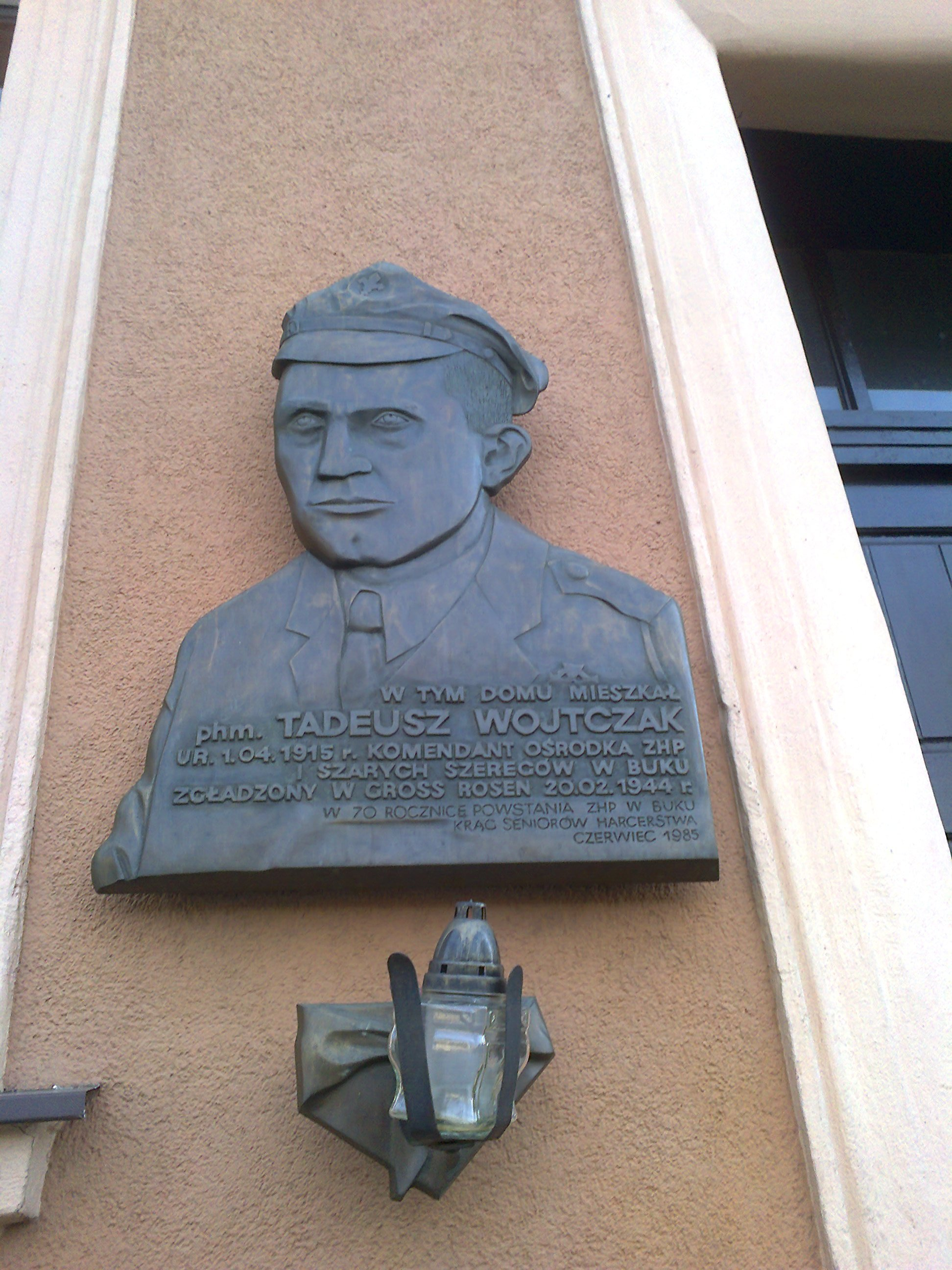
Tablica pamiątkowa

Tadeusz Wojtczak, ps. „Butny Ryś” (ur. 1 kwietnia 1915 w Berlinie, zm. 20 lutego 1944 w Gross-Rosen) – instruktor harcerski, podharcmistrz, komendant ZHP i Szarych Szeregów w Buku.

## Życiorys
Po ukończeniu szkoły podstawowej w Buku, uczęszczał do Gimnazjum im. I. Paderewskiego, a następnie do Liceum Handlowego w Poznaniu. Od 1926 należał do ZHP, od 1936 pełnił funkcję drużynowego 4 Drużyny im. A. Mickiewicza w Buku, a od 1937 był komendantem Ośrodka Harcerskiego w Buku.
W 1939 założył pogotowie harcerskie i został jego komendantem. W późniejszych latach prowadził działalność konspiracyjną pełniąc funkcję komendanta Szarych Szeregów w Buku. W dniu 28 lipca 1943 został aresztowany przez gestapo i uwięziony w Forcie VII Twierdzy Poznań. W lutym 1944 wywieziono go wraz z grupą instruktorów harcerskich, w której znajdował się także m.in. harcmistrz Florian Marciniak, do obozu koncentracyjnego Gross-Rosen. 20 lutego 1944 hitlerowcy przeprowadzili egzekucję 23 działaczy harcerskich w tym także Tadeusza.

## Upamiętnienie
Przez władze miasta Buk uhonorowany został m.in. ulicą swego imienia w pobliżu Parku Sokoła i tablicą pamiątkową na domu, w którym mieszkał.